# Stéphane N'Guéma
Stéphane N'Guéma (ur. 20 listopada 1984 w Libreville) – gaboński piłkarz grający na pozycji ofensywnego pomocnika.

## Kariera klubowa
N'Guéma urodził się w Libreville, ale karierę piłkarską rozpoczął we Francji. Jego pierwszym klubem w karierze był Stade Rennais i w latach 2000-2002 grał w jego rezerwach w czwartej lidze francuskiej. Następnie awansował do kadry pierwszego zespołu i 21 września 2002 zadebiutował w Ligue 1 w wygranym 1:0 domowym meczu z FC Nantes. Do 2007 roku występował zarówno w pierwszym zespole Rennes, jak i drugim.
W sezonie 2005/2006 N'Guéma był wypożyczony do FC Lorient. 6 lutego 2006 rozegrał w nim swoje pierwsze spotkanie przegrane 1:2 z FC Istres. Wiosną 2006 awansował z Lorient do Ligue 1.
W 2007 roku Gabończyk odszedł z Rennes do FC Istres, w którym grał w trzeciej lidze. Po roku gry przeszedł do innego trzecioligowca, Paris FC. W 2009 roku został zawodnikiem mołdawskiej Olimpii Bielce. Następnie grał w AS Beauvais i rezerwach Paris Saint-Germain.
W 2011 roku N'Guéma wrócił do Gabonu i grał tam kolejno w: US Bitam, AC Bongoville i O'MbiliaNzami Libreville. W 2016 przeszedł do FC 105 Libreville.
| Sezon   | Klub                     | Kraj     | Rozgrywki            | Mecze | Bramki |
| ------- | ------------------------ | -------- | -------------------- | ----- | ------ |
| 2000/01 | Stade Rennais B          | Francja  | CFA                  | 1     | 0      |
| 2001/02 | Stade Rennais B          | Francja  | CFA                  | 9     | 3      |
| 2002/03 | Stade Rennais            | Francja  | Ligue 1              | 5     | 0      |
| 2002/03 | Stade Rennais B          | Francja  | CFA                  | 16    | 6      |
| 2003/04 | Stade Rennais            | Francja  | Ligue 1              | 21    | 4      |
| 2003/04 | Stade Rennais B          | Francja  | CFA                  | 10    | 3      |
| 2004/05 | Stade Rennais            | Francja  | Ligue 1              | 13    | 0      |
| 2004/05 | Stade Rennais B          | Francja  | CFA                  | 10    | 5      |
| 2005/06 | Stade Rennais B          | Francja  | CFA                  | 9     | 5      |
| 2005/06 | FC Lorient               | Francja  | Ligue 2              | 8     | 0      |
| 2006/07 | Stade Rennais B          | Francja  | CFA                  | 15    | 0      |
| 2007/08 | FC Istres                | Francja  | Championnat National | 32    | 8      |
| 2008/09 | Paris FC                 | Francja  | Championnat National | 13    | 1      |
| 2009/10 | Olimpia Bielce           | Mołdawia | Divizia Națională    | 10    | 3      |
| 2010    | AS Beauvais              | Francja  | Championnat National | 12    | 1      |
| 2010/11 | Paris SG B               | Francja  | CFA                  | 7     | 0      |
| 2011/12 | US Bitam                 | Gabon    | D1                   | 11    | 7      |
| 2012/13 | AC Bongoville            | Gabon    | D1                   | ?     | ?      |
| 2013/14 | AC Bongoville            | Gabon    | D1                   | ?     | ?      |
| 2015    | O'MbiliaNzami Libreville | Gabon    | D1                   | ?     | ?      |
| 2015/16 | FC 105 Libreville        | Gabon    | D1                   | ?     | ?      |
| 2016/17 | FC 105 Libreville        | Gabon    | D1                   | ?     | ?      |
| 2018    | FC 105 Libreville        | Gabon    | D1                   |       |        |

## Kariera reprezentacyjna
W reprezentacji Gabonu N'Guéma zadebiutował w 2003 roku. W 2010 roku został powołany przez selekcjonera Alaina Giresse'a do kadry na Puchar Narodów Afryki 2010. Tam rozegrał 2 spotkania: z Kamerunem (1:0) i z Tunezją (0:0).